# Tabanus conspicuus
Tabanus conspicuus är en tvåvingeart som beskrevs av Ricardo 1908. Tabanus conspicuus ingår i släktet Tabanus och familjen bromsar.
Artens utbredningsområde är Kenya. Inga underarter finns listade i Catalogue of Life.